# Clipper

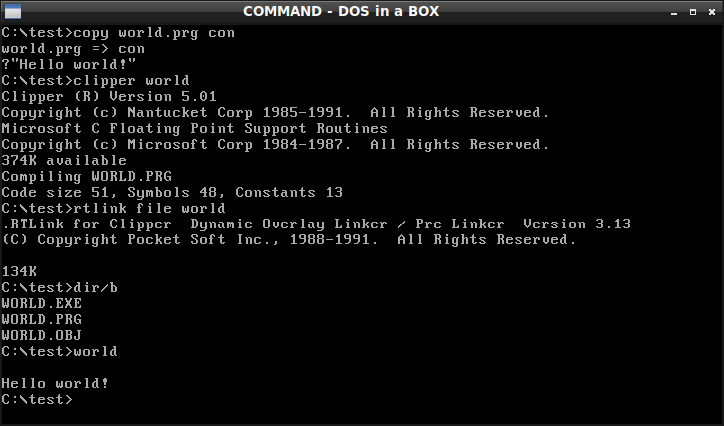
在Clipper中编译并运行hello world程序

Clipper是xbase语言中的一种，它能够执行dBase语言的基本命令，同时扩充了一些自定义函数。它是编译执行的，所以比dbase语言的运行速度快，常用来开发基于dbase数据库的商用程序。

## 歷史
Clipper誕生於1985年，做為dBase III程式碼的編譯器。dBase是將程式碼轉譯為p-Code，再透過虛擬機去執行，因此在執行效能比不上Clipper所編譯出來的執行檔(.exe而非是.com)。Clipper最初是Nantucket公司的產品(在資料庫的程式語言中效能非常好尤其是5.0或5.01而當時效能速度;畫面的顏色都好的FoxPro for DOS後來被微軟公司總裁Bill Gates比爾蓋茲先生看上將Fox公司併購發展為後來的微軟Dos上Foxpro for Dos 2.5,Windows3.1上Foxpro for Windows 2.5 以至於後來的Visual Foxpro...)，但它被轉賣給CA公司成為CA-Clipper。2002年，GrafX Software公司從CA公司取得CA-Clipper的市場與銷售的授權。
常久以來Clipper都是DOS下的軟體，但它陸續加入許多元素，像是C語言與Pascal語法的支援。
1987年台灣，在Clipper上加入一些處理中文及處理多視窗, 財務、會計等功能的程式館。發展出編譯博士DRCOMP.

## 外部連結
- .   [2020-03-21]. （原始内容存档于2018-06-16）.